# Ruelle Fraisier
La ruelle Fraisier est une voie située dans le quartier des Quinze-Vingts du 12e arrondissement de Paris.

## Situation et accès
La ruelle Fraisier s'ouvre sous une arche du viaduc des Arts, au niveau du 59 avenue Daumesnil. Elle s'achève 40 m plus loin en impasse. Elle longe sur le côté impair des immeubles et sur le côté pair le jardin Hector-Malot.
La ruelle est accessible à proximité par la ligne 1 du métro à la station Gare de Lyon.

## Origine du nom
L'origine du nom de cette voie n'est indiquée dans aucune des sources consultées.

## Historique
Cette voie a été aménagée en place d'un passage commun lors de la restructuration du viaduc des Arts dont elle emprunte une des arches, à la fin des années 1980.